# Ría de Arousa
Die Ría de Arousa (galicisch; spanisch Ría de Arosa) ist die größte tief ins Landesinnere vordringende Meeresbucht (Ría) Nordwestspaniens. Sie gehört zu den vier Rías Baixas in der Autonomen Gemeinschaft Galicien und liegt zwischen der nördlicheren Ría de Muros und der südlicheren Ría de Pontevedra. Begrenzt wird die Ría de Arousa von den Halbinseln Barbanza (Provinz A Coruña) und Salnés (Provinz Pontevedra).

## Landschaftsbild
Die nördliche Seite der Ría, die zur Provinz A Coruña gehört, ist steil und zerklüftet und grenzt an der Küste an die Sierra del Barbanza. Der Strand fällt steil ins Meer ab und bildet an den inneren Einbuchtungen Sandbänke. Die Südseite, die zur Provinz Pontevedra gehört, wird geprägt vom Schwemmland des Río Umia. Die Küste ist seicht, mit ausgedehnten Sandbänken, auf denen Sandmuscheln wie etwa Herzmuscheln gezüchtet werden. Die bekanntesten Sandbänke sind die von Sarrido am Flussdelta des Umia und Os Lombos do Ulla am Delta des Ulla.
Die Ría de Arousa umfasst zahlreiche große und kleine Inseln, darunter auch die Arousa, E Toxa, Sálvora in der Mündung und die Cortegada am Kopfende; bekannt ist vor allem A Toxa mit ihrem Strandbad und mehreren 3- und 4-Sterne-Hotels.

## Flüsse und Orte
Die größten Flüsse, die in die Ría de Arousa münden, sind der Río Ulla am Kopfende und der Río Umia, der seitlich mit der Küste von Cambados die Halbinsel O Grove bildet. Die wichtigsten Ufersiedlungen sind Ribeira, Poboa do Caramiñal, Boiro und Rianxo im Norden, Vilagarcía de Arousa, Vilanova de Arousa, Cambados und O Grove im Süden sowie Arousa auf der gleichnamigen Insel.